# Baloo Gupte
Baloo Gupte (auch Balkrishna Pandharinath Gupte; * 30. August 1934 in Bombay, Maharashtra, Indien; † 5. Juli 2005 in Mumbai, Maharashtra, Indien) war ein indischer Cricketspieler.
Er machte sein erstes Spiel unter Nari Contractor 1960–61 gegen das von Fazal Mehmood angeführte pakistanische Nationalteam im Corporation Stadium im indischen Chennai. Gupte spielte drei Test Matches für Indien in den Jahren 1960–61 und 1964–65. Außerdem spielte er First-Class-Cricket im Jahr 1953 und in den Jahren 1967–68.